# Italiens Grand Prix 1997
Italiens Grand Prix 1997 var det trettonde av 17 lopp ingående i formel 1-VM 1997.

## Resultat
1. David Coulthard, McLaren-Mercedes, 10 poäng
2. Jean Alesi, Benetton-Renault, 6
3. Heinz-Harald Frentzen, Williams-Renault, 4
4. Giancarlo Fisichella, Jordan-Peugeot, 3
5. Jacques Villeneuve, Williams-Renault, 2
6. Michael Schumacher, Ferrari, 1
7. Gerhard Berger, Benetton-Renault
8. Eddie Irvine, Ferrari
9. Mika Häkkinen, McLaren-Mercedes
10. Jarno Trulli, Prost-Mugen Honda
11. Shinji Nakano, Prost-Mugen Honda
12. Gianni Morbidelli, Sauber-Petronas
13. Rubens Barrichello, Stewart-Ford
14. Tarso Marques, Minardi-Hart

### Förare som bröt loppet
- Damon Hill, Arrows-Yamaha (varv 46, motor)
- Ralf Schumacher, Jordan-Peugeot (39, kollision)
- Johnny Herbert, Sauber-Petronas (38, kollision)
- Mika Salo, Tyrrell-Ford (33, motor)
- Jan Magnussen, Stewart-Ford (31, transmission)
- Jos Verstappen, Tyrrell-Ford (12, växellåda)
- Ukyo Katayama, Minardi-Hart (8, snurrade av)
- Pedro Diniz, Arrows-Yamaha (4, upphängning)